# Берін (Вашингтон)
Берін (англ. Burien) — місто (англ. city) в США, в окрузі Кінг штату Вашингтон. Населення — 52 066 осіб (2020).

## Географія
Берін розташований за координатами 47°28′9″ пн. ш. 122°21′51″ зх. д. / 47.46917° пн. ш. 122.36417° зх. д. (47.469170, -122.364291).  За даними Бюро перепису населення США в 2010 році місто мало площу 34,25 км², з яких 19,22 км² — суходіл та 15,04 км² — водойми. В 2017 році площа становила 26,23 км², з яких 26,06 км² — суходіл та 0,17 км² — водойми.

## Демографія
Згідно з переписом 2010 року, у місті мешкало 33 313 осіб у 13 253 домогосподарствах у складі 8013 родин. Густота населення становила 973 особи/км².  Було 14322 помешкання (418/км²).
Расовий склад населення:
| - 63,5 % — білих - 9,9 % — азіатів - 5,9 % — чорних або афроамериканців - 1,8 % — вихідців з тихоокеанських островів - 1,5 % — корінних американців - 11,5 % — осіб інших рас |

До двох чи більше рас належало 5,9 %. Частка іспаномовних становила 20,7 % від усіх жителів.
За віковим діапазоном населення розподілялося таким чином: 22,4 % — особи молодші 18 років, 64,8 % — особи у віці 18—64 років, 12,8 % — особи у віці 65 років та старші. Медіана віку мешканця становила 38,5 року. На 100 осіб жіночої статі у місті припадало 101,3 чоловіків;  на 100 жінок у віці від 18 років та старших — 100,2 чоловіків також старших 18 років.
Середній дохід на одне домашнє господарство  становив 69 095 доларів США (медіана — 53 712), а середній дохід на одну сім'ю — 78 443 долари (медіана — 64 546). Медіана доходів становила 45 083 долари для чоловіків та 37 026 доларів для жінок. За межею бідності перебувало 18,2 % осіб, у тому числі 26,2 % дітей у віці до 18 років та 11,3 % осіб у віці 65 років та старших.
Цивільне працевлаштоване населення становило 23 789 осіб. Основні галузі зайнятості: освіта, охорона здоров'я та соціальна допомога — 18,7 %, роздрібна торгівля — 11,7 %, науковці, спеціалісти, менеджери — 11,7 %.